# 아파메이아 미를레이아
아파메이아 미를레이아(고대 그리스어: Απάμεια Μύρλεια)는 아나톨리아의 비티니아 지역에 마르마라해를 끼고 있던 고대 도시이자 교구 (아파메이아 인 비티니아, Apamea in Bithynia)이며, 이곳의 유적은 튀르키예의 마르마라 지방 부르사주의 도시 무다니아에서 남쪽으로 몇 킬로미터 거리에 있다.

## 명칭
아파메이아라 불리는 많은 다른 지역들과 이곳을 구분하기 위해, 사용된 아파메이아 미를레이아라는 지명은 이곳이 중요한 도시로 재개발될 때 이름 (아파메이아)에, 과거에 작은 도시였던 시절에 지닌 이름 (미를레이아)을 합한 것이다. 또한 아파메이아 미를레온 (미를레이아의 아파메이아)라고도 나타낸다.

## 역사
이곳은 콜로폰인들이 식민지로서 세운 곳이고 미를레이아 (Μύρλεια)라고 불렸다. 마케도니아의 필리포스 5세는 페르가몬의 왕과 전쟁 중에 이곳을 점령하였고 이곳을 그의 동맹인 비티니아의 프루시아스 1세에게 넘겨주었으며, 그는 대략 기원전 202년에 이곳을 거의 사실상 재건에 가깝게 요새화하고 확장시켰고, 자신의 부인 아파마 3세의 이름을 따 아파메이아 (Ἀπάμεια)로 이름을 바꿨다.
게믈리크만의 서쪽 해안가에 있었고 당시에 프루사로 불리며 항구 역할을 하던 부르사의 북서쪽에 있었다.
로마의 지배하에 있을 당시 이곳의 주화에 나타난 형용사 '율리아'(Iulia)를 고려할 때, 겉으로 보기엔 아우구스투스나 율리우스 카이사르 시절에 로마인들은 아파메이아를 '콜로니아'로 삼았다. 아파메이아의 초기 주화들은 아파메아 미를레이온 (Ἀπαμέων Μυρλεάνων)이라 주조되었으나, 로마 시대 때는 C.I.C.A. (= Colonia Iulia Concordia Apamea)라는 문구가 있었다.
소 플리니우스가 비티니아 총독 시절에, 그는 콜로니아인 아파메이아가 로마 총독에게 자신들의 수입과 지출에 관한 장부 검사를 받지 않겠다는 주장에 대해 트라야누스와 논의하였다.
도미티우스 울피아누스의 한 구절에서는 아파메이아의 형용사 형태 사용이 Apamenus였다는 것을 보여준다: "Apamena: est in Bithynia colonia Apamena.

## 교회사
로마 말 비티니아 속주의 아파메이아는 4세기에 기독교 주교구가 되었고 니카이아의 첫 부주교구였으며, 이곳의 대주교인 파울루스가 참가했던 869년의 제4차 콘스탄티노폴리스 공의회 이전 어느 시기에 독립교구의 대교구가 되었다.

### 명목상 교구
더 이상 상설 교구가 아닌, 아파메이아 인 비티니아는 오늘날 가톨릭 교회에 대교구의 중간 단계이며, 명목상 교구로 올라가 있다.
라틴 가톨릭교회의 대교구가 명목상으로 복구되었던 이래로 (1633년경), 다음의 대교구 현직자들을 두었으나, 몇 십 년부터는 공석이다:
- 베네딕토회의 니콜라 마리아 테데스키 (Nicola Maria Tedeschi, O.S.B.) (1722.03.02 – 1741.09.29 사망): 리파리 (이탈리아)의 옛 주교 (1710.03.10 – 1722.02.28)
- 스테파노 에보디오 아세마니 (Stefano Evodio Assemani, 1736 – 1782.11.24 사망): 실제 공직에 기록되지는 않음
- 루이지 루포 스킬라 (1785.04.11 – 1801.02.23): 오스트리아 헝가리 제국 교황 대사 (1793.08.23 – 1802.08.09), 이후에는 나폴리 대주교 (1802.08.09 – 1832.11.17 사망)가 되었고, 산 마르티노 아이 몬티의 사제 추기경 (1802.08.09 – 1832.11.17)에 임명되었으며, 추기경 회의 대사제 (1830.01.24 – 1832.11.17)가 되었다.
- 데이비드 매슈 (David Mathew, 1946.02.20 – 1975.12.12 사망): 처음에는 영국령 동아프리카와 영국령 서아프리카의 교황 대사 (최고 대사)(1946.02.20 – 1953)였고, 그후에는 영국의 군종교구 대리 (1954.04.16 – 1963.03.23 은퇴)였으며, 이전에는 웨스트민스터 (잉글랜드)의 보좌 주교(1938.12.03 – 1946.02.20)로서 아일라이의 명목상 주교 (1938.12.03 – 1946.02.20)였다.

## 참고 자료
- GCatholic, with incumbent bio links